# Ledbetter
Ledbetter és una concentració de població designada pel cens dels Estats Units a l'estat de Kentucky. Segons el cens del 2000 tenia 1.700 habitants.

## Demografia
Segons el cens del 2000, Ledbetter tenia 1.700 habitants, 681 habitatges, i 493 famílies. La densitat de població era de 124,5 habitants/km².
Dels 681 habitatges en un 32,3% hi vivien nens de menys de 18 anys, en un 57,4% hi vivien parelles casades, en un 10,6% dones solteres, i en un 27,5% no eren unitats familiars. En el 22,6% dels habitatges hi vivien persones soles el 6,8% de les quals corresponia a persones de 65 anys o més que vivien soles. El nombre mitjà de persones vivint en cada habitatge era de 2,5 i el nombre mitjà de persones que vivien en cada família era de 2,9.
Per edats la població es repartia de la següent manera: un 23,8% tenia menys de 18 anys, un 9,1% entre 18 i 24, un 30% entre 25 i 44, un 27,5% de 45 a 60 i un 9,5% 65 anys o més.
L'edat mediana era de 37 anys. Per cada 100 dones de 18 o més anys hi havia 98 homes.
La renda mediana per habitatge era de 34.830 $ i la renda mediana per família de 40.217 $. Els homes tenien una renda mediana de 33.080 $ mentre que les dones 18.224 $. La renda per capita de la població era de 16.196 $. Entorn del 7,7% de les famílies i el 7,7% de la població estaven per davall del llindar de pobresa.

## Poblacions més properes
El següent diagrama mostra les poblacions més properes.